# Muzej umjetnosti Metropolitan
Muzej umjetnosti Metropolitan (engleski: Metropolitan Museum of Art, skr. the Met) je muzej umjetnosti u New Yorku utemeljen 1870. godine. Zgrada u neoklasicističkom stilu je otvorena 20. veljače 1872. god., a s 58.820 m² izložbenog prostora jedan je od najvećih muzeja na svijetu.
U njemu se nalazi jedna od najznačajnijih zbirka europskog i američkog slikarstva (od braće Van Eyck do suvremenih slikarskih ostvarenja) i primijenjene umjetnosti iz svih dijelova svijeta. Muzej Metropolitan je dom za preko 2 milijuna predmeta, smještenih u sedamnaest specifičnih kustoskih odjela. Met je jedan od najpopularnijih svjetskih muzeja, a s preko 7 milijuna posjetitelja godišnje najposjećeniji je umjetnički muzej u Americi i drugi na svijetu. Muzej je usredotočen na likovno obrazovanje američke javnosti i domaćin je goleme zbirke artefakata, uključujući djela umjetnika kao što su Picasso, Matisse i Van Gogh.
Odjel srednjovjekovne umjetnosti nalazi se u posebnoj zgradi The Cloisters u parku Fort Tyron na Gornjem Manhattanu. Također, 18. ožujka 2016. muzej je otvorio muzej Met Breuer uz Madison Avenue na gornjoj istočnoj strani; čime je proširen program moderne i suvremene umjetnosti muzeja.

## Kolekcija
Stalna zbirka se sastoji od umjetničkih djela klasične antike i drevnog Egipta, slika i skulptura gotovo svih europskih majstora, te opsežne zbirke američke i moderne umjetnosti. Met sadrži i veliko bogatstvo afričke, azijske, oceanske, bizantske i islamske umjetnosti. Muzej je i dom enciklopedijske zbirke glazbenih instrumenata, nošnji i dodataka, kao i antičkog oružja i oklopa iz cijelog svijeta. U njezinim galerijama ugrađeno je nekoliko zapaženih interijera, u rasponu od rimske sobe iz 1. stoljeća do soba modernog američkog dizajna.
- Raspelo s križnog puta
- Braća Limbourg
- Tizian
- Antoine Watteau
- Johannes Vermeer
- Jacques-Louis David, Sokratova smrt, 1787.
- Francisco Goya
- J. M. W. Turner, Veliki kanal, 1835.
- Leutze
- Trumbull
- Monet
- Renoir
- Alfred Sisley
- Van Gogh
- Hokusai

## Vanjske poveznice
- Metropolitan Museum of Art: službene stranice.
- Vremenski pregled Povijesti umjetnosti.
- MET stranice u The New York Times.
- Watsonline: TKatalog knjižnica u METu.
- Umjetnička djela u posjedu muzeja.  Arhivirana inačica izvorne stranice od 18. listopada 2019. (Wayback Machine)